# Andrzej Bednarczyk
Andrzej Bednarczyk (ur. 13 sierpnia 1960 w Leśnej) – polski malarz, grafik, rysownik, rzeźbiarz, profesor sztuk plastycznych, nauczyciel akademicki Akademii Sztuk Pięknych im. Jana Matejki w Krakowie i rektor tej uczelni wybrany na kadencję 2020–2024.

## Wykształcenie i kariera akademicka
Jest synem pastora Kościoła Chrześcijan Baptystów Krzysztofa Bednarczyka i Ludmiły z domu Kircun. Ukończył studia na Wydziale Malarstwa Akademii Sztuk Pięknych im. Jana Matejki w Krakowie w pracowni malarstwa profesora Zbigniewa Grzybowskiego.
W 2009 uzyskał tytuł profesora sztuk plastycznych. Pełnił funkcję dziekana Wydziału Malarstwa ASP. Został profesorem w Katedrze Malarstwa tego Wydziału.
W czerwcu 2020 kolegium elektorów wybrało go na stanowisko rektora Akademii Sztuk Pięknych im. Jana Matejki w Krakowie na kadencję 2020–2024.

## Wystawy, nagrody i katalogi dokonań
Od 1985 jego prace były wystawiane w 22 krajach Europy, Azji i Ameryki Północnej. W 1988 miał w studenckim Centrum Kultury Rotunda w Krakowie, pierwszą wystawę indywidualną. W 1990 wystawiał w Genewie. Swoje prace prezentował także w Czechach, Belgii i Wielkiej Brytanii. Jego dzieła znajdują się w zbiorach m.in. Biblioteki Watykańskiej, Oxygen-Biennial Foundation na Węgrzech, w Bańskiej Bystrzycy, w Stanford University Library w USA.
Podczas studiów w ASP otrzymał Nagrodę Ministra Kultury i Sztuki. W późniejszym okresie uzyskał Stypendium The Pollock w Nowym Jorku. Został wyróżniony nagrodą Związku Polskich Artystów Plastyków na Międzynarodowym Triennale Tkaniny w Łodzi.
ABC Gallery w Poznaniu wydała w 2005 katalog jego dzieł, zawierający około 100 reprodukcji ukazujących dokonania artysty powstałe począwszy od lat 90.
W 2018 został odznaczony Srebrnym Medalem „Zasłużony Kulturze Gloria Artis” (2019).

## Wybrane publikacje
- Kamienie mojego Boga, Kraków: Krakowski Klub Artystyczno-Literacki, 1994.
- Chrystus i ścierwojady = The Christ and the scavengers, Kraków: Oficyna Konfraterni Poetów, Dom Kultury „Pogórze”, 1997[9].